# Polybothris sparsuta
Polybothris sparsuta es una especie de escarabajo del género Polybothris, familia Buprestidae. Fue descrita científicamente por Laporte & Gory en 1837.
Esta especie mide 30 mm.

## Distribución geográfica
Habita en la región afrotropical.